# John Gatenby Bolton
John Gatenby Bolton (* 5. Juni 1922 in Sheffield; † 6. Juli 1993) war ein britisch-australischer Astronom und Pionier der Radioastronomie. Ihm gelang die erste Identifikation von kosmischen Radioquellen mit bekannten Objekten.
Bolton besuchte das Trinity College in Cambridge von 1940 bis 1942. Nach Studienabschluss diente er im Zweiten Weltkrieg in der britischen Marine und gelangte so nach Australien.  Nach Kriegsende blieb er dort und begann im September 1946 für die Abteilung für Radiophysik der CSIRO zu arbeiten. Er gehörte zu den Pionieren der damals neuen Radioastronomie, sein Team entdeckte mittels einer ehemaligen Radarstation an der australischen Küste einige der ersten Radioquellen am Himmel die teilweise mit anderen Galaxien identifiziert wurden, zum Beispiel Centaurus A (NGC5128) und Virgo A (M87).
Ab 1955 hatte er eine Position am California Institute of Technology, wo er ab 1956 als Direktor das Owens Valley Radio Observatory aufbaute. 1961 kehrte er nach Australien zurück um den Aufbau des Parkes-Observatoriums zu überwachen, dessen erster Direktor er wurde. Mit dem dortigen Radioteleskop wurden viele ferne Radiogalaxien und Quasare entdeckt, es diente auch für die Fernsehübertragung der ersten Mondlandung.

## Ehrungen
- erste Karl G. Jansky Lecture 1966
- Henry Norris Russell Lectureship 1968
- Mitglied der American Academy of Arts and Sciences 1972
- Goldmedaille der Royal Astronomical Society 1977
- Mitglied der National Academy of Sciences 1980
- Bruce Medal 1988
- Benennung des Asteroiden (12140) Johnbolton nach ihm 2007